# Alexianne Castel
Alexianne Castel (Bordeaux, 25 luglio 1990) è una nuotatrice francese.
Specializzata nei 50, 100 e 200 metri dorso ha vinto l'argento negli 200 m dorso agli Europei in vasta corta 2008 di Fiume e l'oro l'anno dopo nella stessa gara agli Europei in vasta corta 2009 di Istanbul.
Nel 2010 ha conquistato l'oro negli 200 m dorso agli Campionati mondiali in vasca corta di Dubai.

## Palmarès
- Mondiali in vasca corta

Dubai 2010: oro nei 200m dorso.
- Europei

Debrecen 2012: oro nei 200m dorso.
- Europei in vasca corta

Fiume 2008: argento nei 200m dorso.
Istanbul 2009: oro nei 200m dorso.
Chartres 2012: argento nei 200m dorso.
- Giochi del Mediterraneo

Pescara 2009: oro nei 100m dorso e bronzo nei 200m dorso.